# 石井謹吾

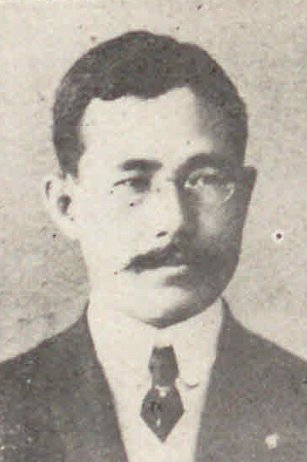
石井謹吾

石井 謹吾（いしい きんご、1877年（明治10年）10月22日 - 1925年（大正14年）9月2日）は、埼玉県出身の政治家、実業家、弁護士、内務官僚。

## 経歴
文官高等試験行政科に合格し、1899年（明治32年）に明治法律学校を中退。
内務省に入省し、地方局に配属。滋賀県事務官・第二部長、秋田県・群馬県の内務部長などを歴任し、1913年（大正2年）に退官。
後に弁護士を開業し、高等裁判所判事などにも就任。一方で、実業家として東印拓殖、南洋興業の社長などを務めた。
1924年（大正13年）、衆議院議員（立憲政友会）。